# Friedrich Hilkenbäumer
Friedrich Hilkenbäumer (* 26. Februar 1909 in Dortmund; † 17. Juni 1976 in Bonn) war ein deutscher Obstbauwissenschaftler. Er lehrte seit 1951 an der Rheinischen Friedrich-Wilhelms-Universität zu Bonn. Sein Lehr- und Handbuch über den Obstbau erschien in mehreren Auflagen. 

## Leben
Friedrich Hilkenbäumer studierte nach seiner Schulzeit und einer gärtnerischen Lehre an der Landwirtschaftlichen Hochschule Berlin, wo er 1934 das Examen als Diplomgärtner ablegte. Anschließend wurde er Mitarbeiter bei Theodor Roemer an der Universität Halle (Saale), der damals seinem Institut für Acker- und Pflanzenbau eine Abteilung Obstbau angliederte. Hilkenbäumer war seit 1933 Mitglied im Stahlhelm, Bund der Frontsoldaten und SA-Scharführer. Er wurde noch Mitglied im NS-Altherrenbund. 1936 promovierte Hilkenbäumer an der Universität Berlin mit einer Dissertation über die Behebung des Keimverzugs bei Steinobstsamen. Am 15. Juli 1937 beantragte er die Aufnahme in die NSDAP und wurde rückwirkend zum 1. Mai desselben Jahres aufgenommen (Mitgliedsnummer 4.639.766). Als wissenschaftlicher Assistent Theodor Roemers arbeitete er u. a. über die Vermehrung von Obstunterlagen durch Wurzelstecklinge. 1938 übernahm er die Leitung der Obst-Versuchsstation Schraderhof in Groß-Ottersleben bei Magdeburg.
1942 habilitierte sich Hilkenbäumer an der Universität Halle mit einer Arbeit über die gegenseitige Beeinflussung von Unterlage und Edelreis unter verschiedenen Standortverhältnissen. 1943 wurde er Dozent für Obstbau an der Universität Halle und 1947 Ordinarius und Direktor des dort neuerrichteten Instituts für Obstbau.
1946 trat er in die SED ein. 1951 folgte er dem Ruf der Universität Bonn auf den neugeschaffenen Lehrstuhl für Obstbau (ab 1967: Institut für Obstbau und Gemüsebau). Hier wirkte er als ordentlicher Professor bis zu seiner Emeritierung im Jahre 1976.

## Forschung und Lehre
Die Breite der Forschungstätigkeit Hilkenbäumers ist gekennzeichnet durch Untersuchungen über Unterlagen und Sorten, über Baumschnitt, Verwendung niedriger Baumformen, Förderung des Schattenmorellenanbaus und Kühllagerung von Obst. Bei vielen seiner naturwissenschaftlich orientierten Arbeiten integrierte er auch betriebswirtschaftliche Fragen. Zu seinen vorrangigen Forschungszielen gehörte es, die Ergebnisse der Wissenschaft in enger Zusammenarbeit mit den Erfahrungen der Praktiker für den Erwerbsobstbau zu nutzen. Sein Rat als Obstbau-Experte war in der Bundesrepublik Deutschland und auch in den deutschsprachigen Nachbarländern begehrt. Durch  Vorträge hat er vielen Praktikern konkrete Entscheidungshilfen für den Obstbau geben können.
Noch nachhaltiger war Hilkenbäumers Wirken als Buchautor. Vor allem mit seinem Lehr- und Handbuch Obstbau. Grundlagen, Anbau und Betrieb (1944, vierte Auflage 1964) erwarb er sich in Fachkreisen höchstes Ansehen. Neben Büchern über die Kalkulation im Erwerbsobstbau (1958) und über die Obstlagerung (1962) schrieb er auch Übersichtsbeiträge in Handbüchern. Als didaktisch vorbildlich gilt auch heute noch die von ihm verfasste Schriftenreihe Zweckmäßige Arbeitsweise im Obstbau. In neun eigenständigen Heften vermittelt er hier konkrete Handlungsanweisungen für die obstbauliche Praxis. Die Hefte erschienen teilweise in mehreren Auflagen. Von dem erfolgreichsten Heft Schnitt der Obstgehölze (Erstauflage 1950) erschien posthum 1998 noch eine 16. Auflage.
Hilkenbäumer war siebzehn Jahre lang verantwortlicher Herausgeber der Zeitschrift Erwerbs-Obstbau. Viele seiner experimentellen Ergebnisse hat er in dieser Fachzeitschrift veröffentlicht. Während seiner fünfundzwanzigjährigen Tätigkeit an der Universität Bonn führte er 63 Doktoranden zur Promotion. 

## Schriften
- Versuche zur Behebung des Keimverzugs bei Steinobstsamen und zur Klärung seiner Ursache. Diss. agr. Landw. Fak. Univ. Berlin 1936. – Zugl. in: Landwirtschaftliche Jahrbücher Bd. 82, 1936, S. 883–924.
- Die gegenseitige Beeinflussung von Unterlage und Edelreis bei den Hauptobstarten im Jugendstadium unter Berücksichtigung verschiedener Standortverhältnisse. Habil.-Schr. Landw. Fak. Univ. Berlin 1942. – Zugl. in: Kühn-Archiv Bd. 58, 1942, S. 1–216.
- Obstbau. Grundlagen, Anbau und Betrieb. Verlag Paul Parey Berlin 1944; 2. Aufl. ebd. 1948; 3. Aufl. ebd. 1953; 4. Aufl. ebd. 1964.
- Grundriß des Obstbaues. Verlag Neuman Radebeul und Berlin 1949; 2. Aufl. ebd. 1951.
- Zweckmäßige Arbeitsweise im Obstbau. Verlag Neumann Radebeul und Berlin. Insgesamt neun eigenständige Hefte, ab 1950; teilweise in mehreren Auflagen. Erfolgreichstes Heft dieser Schriftenreihe: Schnitt der Obstgehölze, Erstauflage 1950, 16. Aufl. neubearbeitet von Hans-Georg Ritsch, Naturbuch-Verlag Augsburg 1998. (Mit Illustrationen von Hans Preuße)
- Obstbau. In: Handbuch der Landwirtschaft, Zweite Auflage, Verlag Paul Parey Berlin und Hamburg, Bd. 2, Pflanzenbaulehre, 1953, S. 627–667.
- Kalkulation im Erwerbsobstbau. Arbeits- und Kostenaufwendungen für die Neupflanzung und Pflege von Obstanlagen. Verlag Paul Parey Berlin und Hamburg 1958 – 2. Aufl. gemeinsam mit Egon Schmitz-Hübsch unter dem Titel  Kalkulation im Erwerbsobstbau ebd. 1971 = Die gärtnerische Berufspraxis Heft 31.
- Obstlagerung. Grundlagen, Durchführung und Kosten. Verlag Paul Parey Hamburg 1962.